# حسين أباد (باقران)
حسين أباد (بالفارسية: حسین‌آباد) هي مستوطنة تقع في إيران في قسم باقران الريفي. يقدر عدد سكانها بـ 169 نسمة .